# Perilitus morabinarum
Perilitus morabinarum är en stekelart som beskrevs av Blackith 1967. Perilitus morabinarum ingår i släktet Perilitus och familjen bracksteklar. Inga underarter finns listade i Catalogue of Life.